# Stockholms grundskolestyrelse
Stockholms grundskolestyrelse var en verksamhet som pågick under endast två år, 1995-1996. Stockholms grundskolestyrelse (GRUS) och Stockholms Arbetsmarknads- och utbildningsnämnd (ARUN) bildades den 1 januari 1995 och ersatte då den upphörda Stockholms skolstyrelse.
Stockholms grundskolestyrelse ansvarade för frågor rörande det obligatoriska skolväsendet, grundskolan. Arbetsmarknads- och utbildningsnämnden svarade för frågor rörande gymnasieskolan och den kommunala vuxenutbildningen.
Skolförvaltningen verkade som de båda myndigheternas förvaltning. När stadsdelsnämnder infördes i Stockholm den 1 januari 1997 upphörde Stockholms grundskolestyrelse och Skolförvaltningen. Arbetsmarknads- och utbildningsnämnden fick en egen förvaltning, Arbetsmarknads- och utbildningsförvaltningen, som i januari 1999 omorganiserades till Utbildningsförvaltningen.
I Stockholms stadsarkiv finns Grundskolestyrelsens arkiv, som fattar 60 meter handlingar, ett stort arkiv efter en verksamhet som pågick under endast år, 1995-1996. Merparten av arkivet utgörs av personakter. ARUN:s arkiv 1994-1999 består av 75,6 hyllmeter och överlämnades till Stockholms stadsarkiv i oktober 2012.

## Historik
Stockholms folkskoledirektion var en kommunal nämnd med uppgift att handha Stockholms folkskoleväsen och fortsättningsskoleväsen. 1958 bytte Stockholms folkskoledirektion namn till Stockholms skoldirektion. Stockholms folkskoledirektion ersattes av Stockholms skoldirektion den 1 juli 1959 och samtidigt avskaffades skolråden. 1982 bytte Stockholms skoldirektion namn till Stockholms skolstyrelse. 
Stockholms skoldirektion bildades den 1 juli 1958 genom att Stockholms folkskoledirektion omorganiserades. Liksom Folkskoledirektionen var Skoldirektionen en kommunal nämnd med uppgift att handha Stockholms folkskoleväsen och fortsättningsskoleväsen. Stockholms skoldirektionen blev förutom styrelse över folkskolorna även styrelse för flickskolor, praktiska realskolor och statsläroverk. Under 1960-talet överfördes yrkesskolor och kvällsgymnasier till Stockholms skoldirektion. 1982 beslöt Stadsfullmäktige att Stockholms skoldirektion skulle ersättas av Stockholms skolstyrelse.
Stockholms skolstyrelse fick sitt namn 1982 genom att Stockholms skoldirektion bytte sitt namn till Stockholms skolstyrelse. Under Stockholms skolstyrelse lydde skolförvaltningen, grundskolor, gymnasieskolor, vuxengymnasier och från och med åren 1991-1994 skolbarnomsorg, sexårsverksamhet, särskola, svenskundervisning för invandrare (SFI-skolan) med mera. Skolstyrelsen upphörde 1 januari 1995 och dess uppgifter övertogs av två nybildade myndigheter, Stockholms grundskolestyrelse, som upphörde den 1 januari 1997, och Arbetsmarknads- och utbildningsnämnden, som i januari 1999 omorganiserades till Utbildningsförvaltningen. Skolförvaltningen hade lokaler i huset vid Hantverkargatan 15 på Kungsholmen i Stockholm.